# Люкс-торпеда

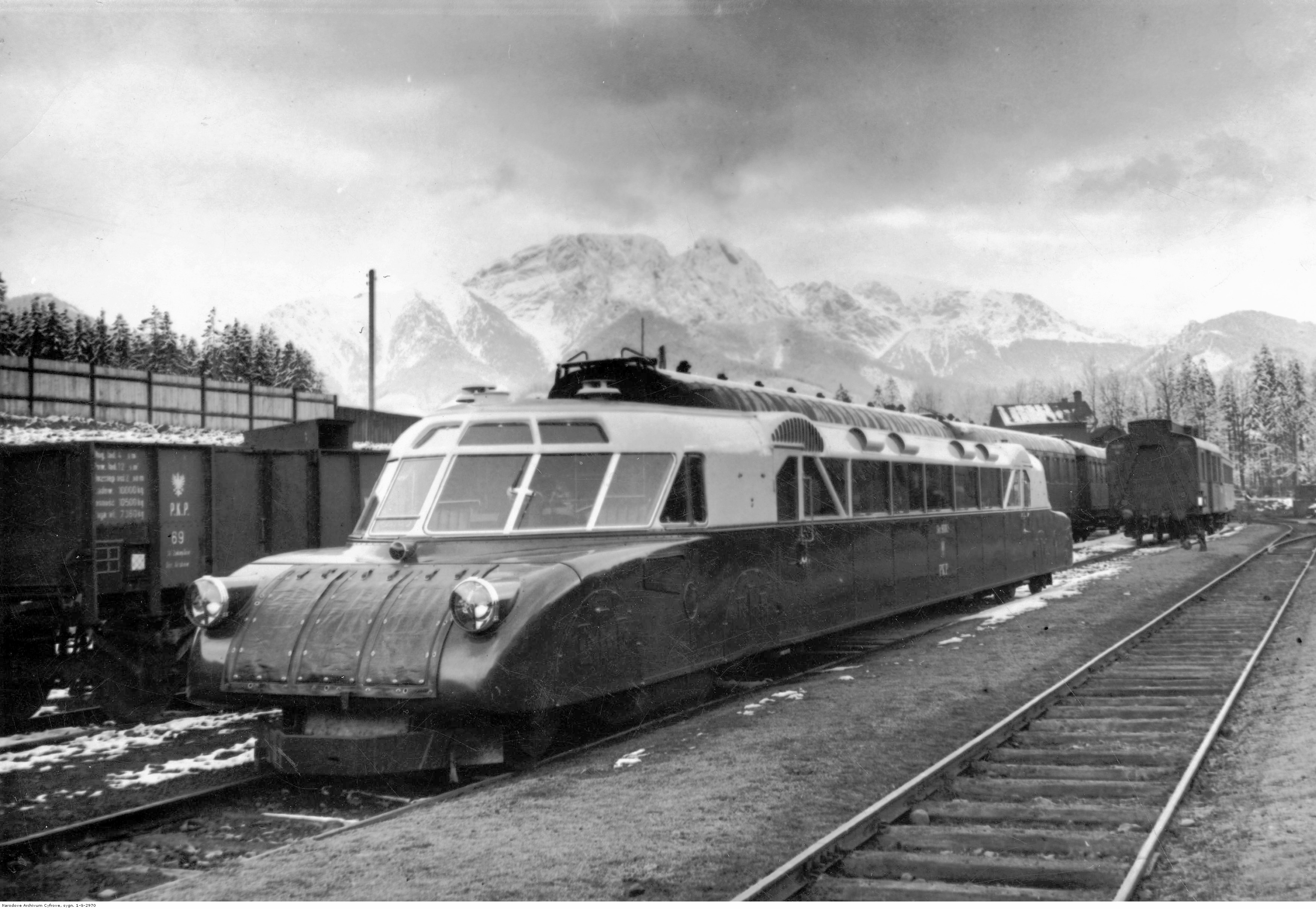
Люкс-торпеда на станції Закопане, 1936 рік

Люкс-торпеда (пол. luxtorpeda) — загальнонародна назва автомотрис, які працювали на маршрутах Польщі у 1930-х роках. Такий поїзд складався з одного вагону класу люкс, який мав власний дизельний двигун внутрішнього згорання.

## Опис
Офіційно такий потяг називався пол. Pociąg Motorowo-Ekspresowy MtE, що перекладається як Експрес-поїзд із двигуном внутрішнього згорання. Виглядав такий потяг як гібрид автобуса й лімузина. Така «торпеда» мала аеродинамічну форму та була на 1,5 метра нижча за звичайний паротяг. Кабіни машиніста розташовувалися з обох боків.
Перший такий поїзд було споруджено на заводі Austro-Daimler-Puch у 1933 році в Австрії. Пізніше польський уряд купив одну таку мотрису, а потім і ліцензію на неї. 1936 року у Польщі на заводі Fablok було виготовлено п'ять «люкс-торпед», які відрізнялися від австрійських потужнішими дизель-двигунами, розташованими попереду кабіни машиніста — по одному з кожного боку, які могли розганяти потяг до 115 км/год.

## Технічні характеристики

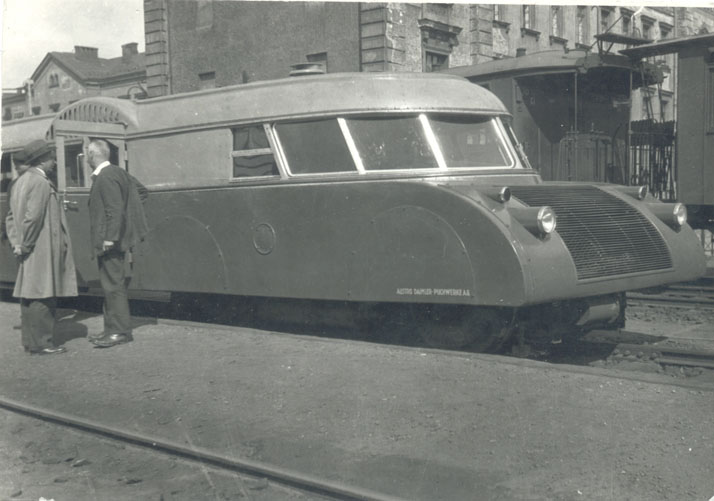
Люкс-торпеда на станції Краків 1930-их років

ПКП виділила на ці поїздки клас SAX та порядкові номери 90080 (австрійського виробництва) і 90081 — 90085 (польського).
| Люкс-торпеда                    | SAx 90080                    | SAx 90081 — 90085       |
| ------------------------------- | ---------------------------- | ----------------------- |
| Виробник                        | Austro-Daimler-Puch          | Fablok                  |
| Осьова формула                  | 1A-A1                        | 1A-A1                   |
| Колісна база візків (м)         | 2,95                         | 3,07                    |
| Довжина (м)                     | 22,5                         | 22,5                    |
| Ширина (м)                      | 2,8                          | 2,817                   |
| Висота (м)                      | 2,64                         | 2,638                   |
| Вага (т)                        | ?                            | 22                      |
| Діаметр колеса (мм)             | 1030                         | 1030                    |
| Кількість місць                 | 56 фіксованих 18 складаються | 48 або 52 4 складаються |
| Кількість двигунів              | 2 (бензин)                   | 2 (дизель)              |
| Циліндри                        | ?                            | 6                       |
| Потужність двигуна (кВт)        | 59                           | 92                      |
| Розрахункова швидкість (км/год) | 100                          | 115                     |

## Маршрути

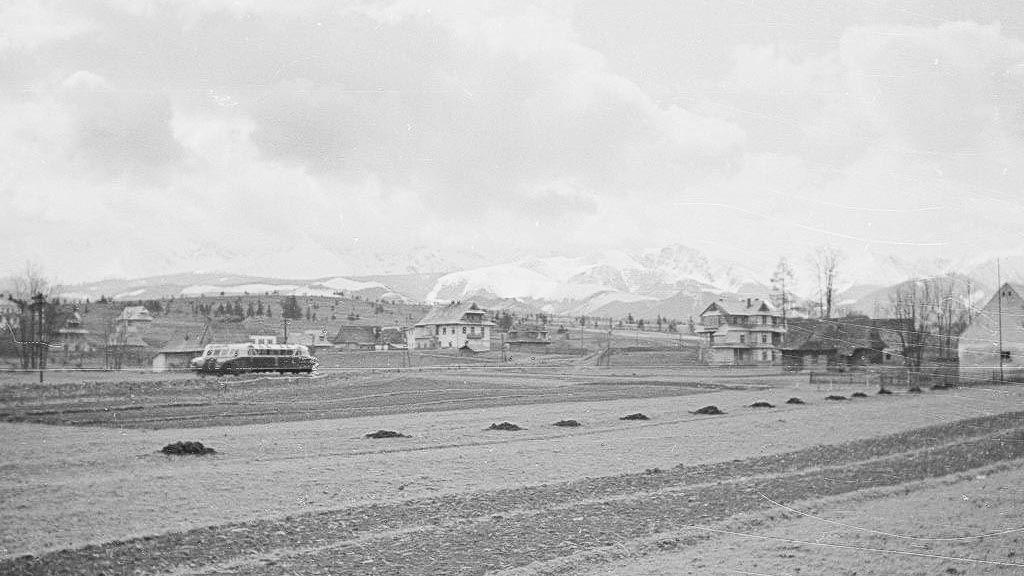
Люкс-торпеда на шляху до Закопане

Люкс-торпеди обслуговували важливі маршрути тогочасної Польщі і увійшли у свідомість громадян як символ швидкого і комфортного пересування на залізниці. Перші рейси з'єднували Краків з курортом Закопане. 1936 року відстань між містами (150 км) поїзд подолав за 2 години 18 хвилин — рекорд, не побитий досі. Пізніше було відкрито рейси Варшава — Лодзь, Варшава — Познань, а також декілька рейсів зі Львова до Закопане, Борислава, Тернополя та Коломиї.

### Львів – Новий Санч – Криниця-Здруй – Закопане
| км                   | Станція          | Час відправлення напрямок Закопане | Час відправлення напрямок Львів |
| -------------------- | ---------------- | ---------------------------------- | ------------------------------- |
| 0                    | Львів            | 07:18                              | 19:53                           |
| 78                   | Самбір           | 08:35-09:00                        | 18:17-18:29                     |
| 108                  | Хирів            | 09:32-09:39                        | 17:33-17:44                     |
| 171                  | Загір'я          | 10:52-10:59                        | 16:01-16:12                     |
| 216                  | Кросно           | 12:04-12:36                        | 14:23-14:55                     |
| 264                  | Горлиця-Загужани | 13:10                              | 13:46                           |
| 274                  | Воля-Лужанська   | 13:26                              | 13:25                           |
| 284                  | Строже           | 13:42-13:49                        | 12:48-13:01                     |
| 315                  | Новий Сонч       | 14:31                              | 12:05                           |
| Напрямок до Криниці  |                  |                                    |                                 |
| 315                  | Новий Сонч       | 14:37                              | 11:50                           |
| 321                  | Старий Сонч      | 14:47                              | 11:41                           |
| 339                  | Північна         | 15:11                              | 11:16                           |
| 354                  | Жегестів-Здруй   | 15:31                              | 10:50                           |
| 365                  | Мушина           | 15:43-15:46                        | 10:25-10:37                     |
| 375                  | Криниця          | 16:13                              | 10:12                           |
| Напрямок до Закопане |                  |                                    |                                 |
| 315                  | Новий Сонч       | 14:51                              | 11:41                           |
| 345                  | Ліманова         | 15:43                              | 10:56                           |
| 390                  | Рабка-Здруй      | 16:58                              | 09:39                           |
| 392                  | Чабувка          | 17:02-17:06                        | 09:20-09:34                     |
| 414                  | Новий Торг       | 17:50                              | 08:45                           |
| 435                  | Закопане         | 18:32                              | 08:05                           |

### Львів–Борислав
| км  | Станція  | Час відправлення напрямок Борислав | Час відправлення напрямок Борислав | Час відправлення напрямок Львів |
| --- | -------- | ---------------------------------- | ---------------------------------- | ------------------------------- |
| 0   | Львів    | 20:25                              | 23:30                              | 08:19                           |
|     | Стрий    | 21:34-21:36                        | 00:28-00:30                        | 07:13-07:15                     |
|     | Дрогобич | 21:58-22:00                        | 00:51                              | 06:50-06:52                     |
| 113 | Борислав | 22:11                              | 01:02                              | 06:40                           |

### Львів–Коломия
| км  | Станція   | Час відправлення напрямок Коломия | Час відправлення напрямок Львів |
| --- | --------- | --------------------------------- | ------------------------------- |
| 0   | Львів     | 19:18                             | 08:00                           |
|     | Ходорів   | 19:58                             | 07:19                           |
|     | Галич     | 20:29                             | 06:48                           |
|     | Станіслав | 20:50                             | 06:29                           |
| 195 | Коломия   | 21:26                             | 05:53                           |

### Львів–Тернопіль
| км  | Станція   | Час відправлення напрямок Тернопіль | Час відправлення напрямок Тернопіль | Час відправлення напрямок Львів | Час відправлення напрямок Львів |
| --- | --------- | ----------------------------------- | ----------------------------------- | ------------------------------- | ------------------------------- |
| 0   | Львів     | 07:28                               | 18:20                               | 09:29                           | 22:58                           |
|     | Красне    | –                                   | 18:59                               | 08:50                           | –                               |
|     | Золочів   | 08:33                               | 19:21                               | 08:31                           | 22:01                           |
| 140 | Тернопіль | 09:24                               | 20:13                               | 07:42                           | 21:06                           |

### Тернопіль–Заліщики
| км  | Станція   | Час відправлення напрямок Заліщики | Час відправлення напрямок Заліщики | Час відправлення напрямок Тернопіль | Час відправлення напрямок Тернопіль |
| --- | --------- | ---------------------------------- | ---------------------------------- | ----------------------------------- | ----------------------------------- |
| 0   | Тернопіль | 9:25                               | 20:20                              | 21:05                               | 07:41                               |
|     | Копичинці | 10:30                              | 21:33                              | 19:40                               | 06:16                               |
|     | Чортків   | 10:52                              | 21:53                              | 19:16                               | 05:55                               |
| 146 | Заліщики  | 11:56                              | 22:50                              | 18:12                               | 04:54                               |

## Використання потяга на Тернопільщині
Спочатку «люкс-торпеда» їздила із Львова до Тернополя з вересня 1936 р. З міста Лева вона вирушала о 15.28 і прибувала у файне місто в 17.12. Далі знову ж таки вирушала назад о 21.27. Загалом в дорозі вона перебувала 1 год. і 45 хвилин. Вартість проїзду складала 1,5 злотих. Це була ціна квитка за місце третього класу.
А от, наприклад, вартість поїздки з Варшави до Кракова була недосяжна для більшості і становила 40 злотих. І це при тому, що середня зарплата в довоєнній Польщі становила 100 злотих.
Також такий потяг привозив до Тернополя пошту, а тому його прибуття очікували з нетерпінням. Вокзал був важливим місцем для продажу преси, а тому, коли прибував потяг, то перон наповнювався криками та вигуками хлопчаків, які продавали газети. А пошту доставляли щодня лише тим, хто проживав в центрі. Мешканцям околиць доводилось чекати наступного дня.
З 15 квітня 1938 р. «торпеда» вже почала курсувати до Чорткова, а тому мешканці і цього міста могли скористатись його послугами.
Взагалі ці потяги в Галичині їздили також через Стрий, Дрогобич на Борислав, через Галич, Станіслав до Коломиї і через Чортків до Заліщиків. Такі маршрути існували на літо 1939 р. Тобто такий на таких маршрутах працювала «люкс-торпеда» напередодні війни.
Звичайний потяг їхав 75 км за годину, а «люкс-торпеда» за цей час долала 90 км. Але все залежало від окремих ділянок, адже місцевість була різна. Зокрема, потяг з Тернополя до Заліщиків їхав із швидкістю 58 км за годину, з Львова до Тернополя – 75 км за годину, а до Коломиї швидкість виростала до 93 км за годину (195 км долала за 2 год. 10 хв.)! До речі, сучасні швидкі потяги долають цю ж відстань від 3 год. 25 хв. до 6 год. 52 хв. залежно від його типу. «Укрзалізниця» зазначає, що сучасні швидкісні експреси рухаються зі швидкістю 70-90 км/год, а звичайні та приміські 50-70 км за годину .

## Останні роки
Після нападу німецьких військ на Польщу з усіх «люкс-торпед» вціліло лише дві, вони використовувалися як поїзди «Тільки для німців» на лінії до Закопаного і Криниці, а також як спецтранспорт для працівників Генерал-губернаторства. З приходом Червоної Армії до Польщі Радянська влада повернула їх соціалістичному польському уряду в непридатному для пасажирського руху вигляді. Деякий час одна з Люкс-торпед возила шахтарів на роботу в місті Тшебіня, а друга була розібрана на деталі для ремонту першої. Приблизно в 1954 році обидві «люкс-торпеди» були списані на брухт і до нашого часу не збереглися.